# Ephippigerida laserena
Ephippigerida laserena is een rechtvleugelig insect uit de familie van de sabelsprinkhanen (Tettigoniidae). De wetenschappelijke naam van deze soort is voor het eerst voorgesteld door Joan Barat en José Correas in een publicatie uit 2015.
Deze soort komt voor in de Spaanse provincie Badajoz.